# Bernhard Zebrowski
Bernhard Zebrowski (* 11. Februar 1900 in Hamburg; † 12. Oktober 1962 in Berlin) war ein deutscher Journalist, Schriftsteller und Übersetzer.
Bernhard Zebrowski arbeitete als Redakteur u. a. bei der Vossischen Zeitung, wo er als „ein Plauderer von Humor, Skurrilität und manchmal poetischer Melancholie“ hervortrat. Er schrieb Romane, Erzählungen und Dramen. Zebrowski übersetzte aus dem Dänischen, Englischen, Französischen, Portugiesischen und Spanischen, u. a. Harry Stephen Keeler, Frank Yerby, Graham Greenes Roman Die Kraft und die Herrlichkeit und den Lew-Wallace-Bestseller Ben Hur.

## Werke
- Ludwig Gumplowicz. Eine Bio-Bibliographie, 1927
- Brommy. Admiral ohne Flotte, 1937
- Warum nicht lächeln, 1942
- Lauter Geschichten von gestern, heute und niemals, 1946
- Die Flöhe von Helsingör, 1946
- Heimkehr – ohne anzuklopfen?, 1947 (Komödie)
- Abschied von Schanghai, 1947 (Radio-Hörspiel)
- Ein Leben für Afrika, 1948
- Und dann kam der Zirkus, 1948
- Mama mit dem Möndchen, 1949 (Radio-Hörspiel)
- Unser Büro, 1951
- Das gute Robertchen, 1956

## Herausgeberschaft
- Der Frankfurter Otto. Die Selbstbiographie eines Geldschrankknackers, 1930

## Übersetzungen
- Lew Wallace: Ben Hur
- Prosper Mérimée: Carmen
- Harry Stephen Keeler: Das wunderbare Netz; Totenkopf auf Reisen; Der Mann mit der Geige; Die sieben Spatzen
- John Ferguson: Nacht in Glengyle
- Graham Green: Die Kraft und die Herrlichkeit
- Pierre Maillaud: So ist England
- Frank Yerby: Das Erbe der Bentons; Marin oder des Teufels Gelächter; Die Füchsin oder Louisiana-Fieber
- E.H. Cookridge (Ps.): Zentrale Moskau. Die Macht des sowjetischen Geheimdienstes